# Grande Otelo
Grande Otelo, född 18 oktober 1915 i Uberlândia i Minas Gerais, död 26 november 1993 i Paris, var en brasiliansk skådespelare.

## Filmografi, i urval
- 1957 - Pé na Tábua
- 1959 - Pistoleiro Bossa Nova
- 1982 - Fitzcarraldo